# The Dream Lady

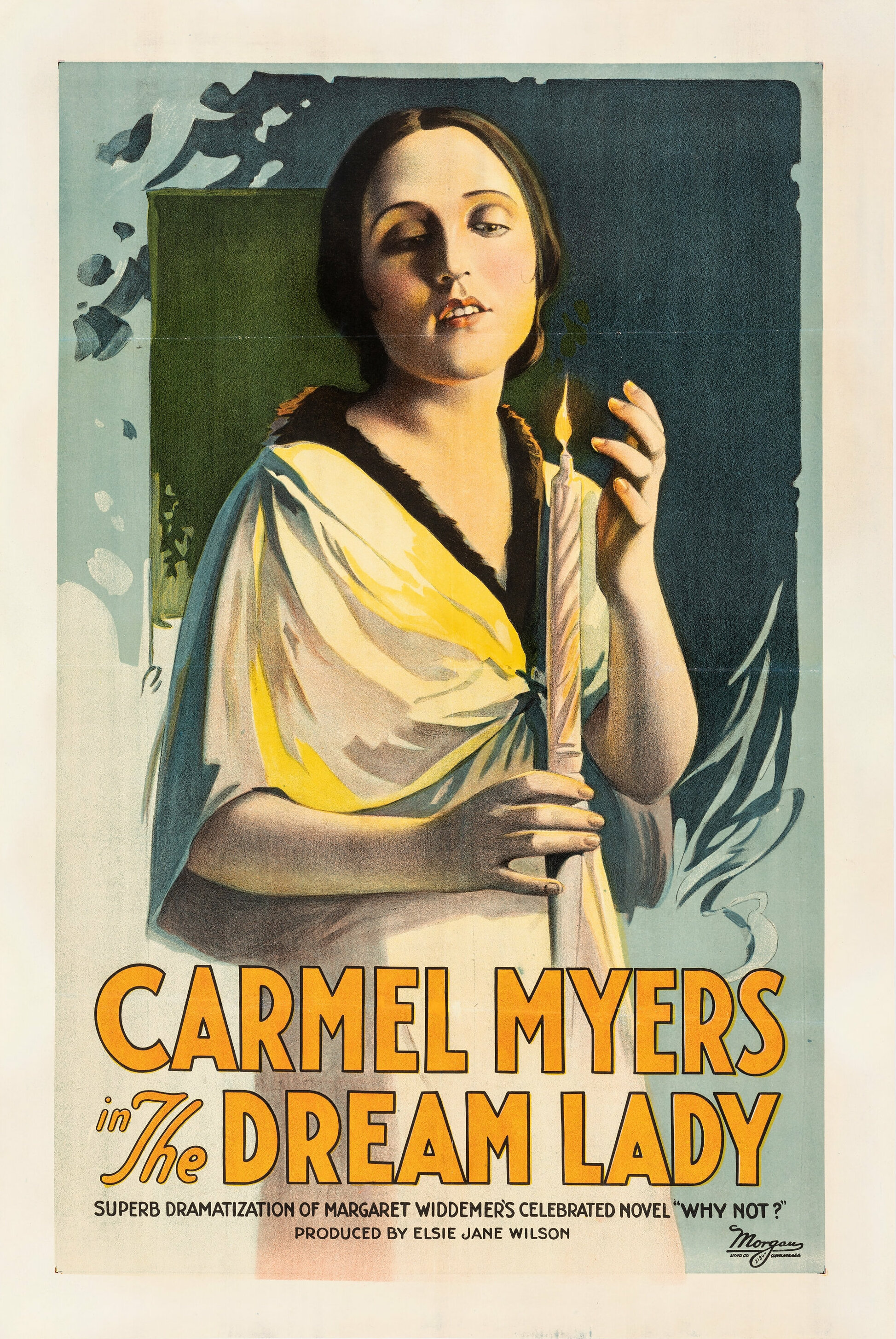

The Dream Lady è un film muto del 1918 diretto da Elsie Jane Wilson. La sceneggiatura di Fred Myton si basa su Why Not?, romanzo di Margaret Widdemer pubblicato a New York nel 1915.

## Trama
Rosamonde, rimasta orfana, è cresciuta solitaria, senza amici. Anche se non possiede molto, è fornita di una vivida immaginazione. Così, quando suo zio le lascia una piccola fortuna come eredità, lei acquista un bungalow dove si insedia, decisa a realizzare i sogni di coloro che si rivolgeranno a lei. La sua prima cliente, Sydney Brown, le confida che vorrebbe essere un uomo. Rosamonde, allora, la veste con abiti maschili e lei, così travestita, fa amicizia con James Mattison, un giovane che un giorno le confessa che sposerebbe volentieri una ragazza che avesse tutte le sue qualità. Sydney si può spogliare del suo travestimento e fidanzarsi con James. Rosamonde, intanto, consiglia il ricco John Squire a mettersi in affari con tale Jerrold, un truffatore che ben presto si rivela per quello che è. Squire si salva in tempo dai maneggi dell'imbroglione; perdona Rosamonde per i suoi suggerimenti incauti e, innamorato di lei, finisce per chiederle di sposarlo.

## Produzione
Il film fu prodotto dall'Universal Film Manufacturing Company (come Bluebird Photoplays).

## Distribuzione
Distribuito dall'Universal Film Manufacturing Company, il film uscì nelle sale cinematografiche statunitensi il 29 luglio 1918. Il copyright del film, richiesto dalla Bluebird Photoplays, Inc., fu registrato il 24 luglio 1918 con il numero LP12695.
Copia completa della pellicola si trova conservata negli Archives du film du CNC di Bois d'Arcy.